# San Donà di Piave
San Donà di Piave is een gemeente in de Italiaanse provincie Venetië (regio Veneto) en telt 40.014 inwoners (31-12-2007). De oppervlakte bedraagt 78,6 km², de bevolkingsdichtheid is 484 inwoners per km².
De volgende frazioni maken deel uit van de gemeente: Calvecchia, Chiesanuova, Cittanova, Fiorentina, Fossà, Grassaga, Isiata, Mussetta di Sopra, Palazzetto, Passarella, Santa Maria di Piave.

## Demografie
San Donà di Piave telt ongeveer 14.490 huishoudens. Het aantal inwoners steeg in de periode 1991-2001 met 5,9% volgens cijfers uit de tienjaarlijkse volkstellingen van ISTAT.
| Jaar | Inwoneraantal |
| ---- | ------------- |
| 1991 | 33.446        |
| 2001 | 35.417        |

## Geografie
De gemeente ligt op ongeveer 2 meter boven zeeniveau.
San Donà di Piave grenst aan de volgende gemeenten: Ceggia, Cessalto (TV), Eraclea, Fossalta di Piave, Jesolo, Musile di Piave, Noventa di Piave, Salgareda (TV), Torre di Mosto.

## Stedenband
San Donà di Piave heeft een stedenband met:
- Villeneuve-sur-Lot (Frankrijk)

## Geboren
- Moreno Argentin (1960), wielrenner
- Simone Cadamuro (1976), wielrenner
- Manuel Pasqual (1982), voetballer
- Marco Marcato (1984), wielrenner
- Nicola Boem (1989), wielrenner
- Pavel Sivakov (1997), wielrenner